# Acalolepta flocculata
Acalolepta flocculata là một loài bọ cánh cứng trong họ Cerambycidae.